# Phoradendron nitidum
Phoradendron nitidum là một loài thực vật có hoa trong họ Santalaceae. Loài này được (Gardner) Eichler miêu tả khoa học đầu tiên năm 1868.